# Michel Leneuf du Hérisson
Michel Leneuf du Hérisson, né vers 1601 à Caen (Normandie) et mort en octobre 1672 à Trois-Rivières (Canada), fut un noble, homme d'affaires, et administrateur dans la colonie du Canada au 17e siècle. Il est venu au Canada de Normandie, France en 1636 avec sa mère Jeanne Lemarchand de La Cellonière, sa fille Anne, sa sœur Marie-Jeanne, et son frère jeune, Jacques Leneuf de La Poterie. Son père Mathieu Leneuf du Hérisson, décédé en Normandie vers 1610.  

## Biographie
Michel et sa famille, aux côtés des Legardeur, ont été les premiers de la noblesse à s'installer en la Nouvelle-France. On lui a accordé un nombre de fiefs au Canada, et est devenu l'un des principaux propriétaires fonciers et homme d'affaires aux côtés de son frère Jacques, dans la jeune colonie. Ceux-ci incluent les fiefs de Dutort (devenu Bécancour), de Vieux-Pont, une partie de la seigneurie de Cap-des-Rosiers (le reste appartenant à son frère Jacques et aux beaux-parents les Legardeur), et cinquante arpents de frontage le long du Fleuve Saint-Laurent à Trois-Rivières. Il possédait et exploitait également un moulin à farine, et plusieurs fermes privées qui étaient travaillées par des dizaines des censitaires.  
Les deux frères Leneuf étaient cofondateurs et directeurs de la Communauté des Habitants. Ils étaient tous deux administrateurs du gouvernement des Trois-Rivières, Jacques étant gouverneur de la région, et Michel servant de lieutenant-général de 1664 jusqu'à sa mort en octobre 1672, et il était  gouverneur intérimaire de Trois-Rivières en 1668. Sa fille Anne est née vers 1633 en Normandie, et épousé et fondé une famille au Canada avec Antoine Desrosiers, maître charpentier et bourgeois de Trois-Rivières et plus tard un juge seigneurial, dont il y a de nombreux descendants aujourd'hui.